# Olimpiada Internațională de Matematică din 1959
Olimpiada Internațională de Matematică din 1959 a fost prima ediție a OIM și a avut loc la Brașov.
La individual, cehoslovacul Bohuslav Diviš a câștigat cu un total de 40 puncte (punctajul maxim), iar pe doi s-au clasat la egalitate Basarab Nicolescu din România și György Csanak din Ungaria, cu 37 de puncte. Cei trei au primit și medalia de aur.
La echipe, au participat șapte țări. Pe primul loc s-a clasat echipa României cu 249 de puncte.

## Clasamentul pe țări
| Loc | Țară         | Punctaj    |
| --- | ------------ | ---------- |
| 1   | România      | 249 puncte |
| 2   | Ungaria      | 233 puncte |
| 3   | Cehoslovacia | 192 puncte |
| 4   | Bulgaria     | 131 puncte |
| 5   | Polonia      | 122 puncte |
| 6   | URSS         | 111 puncte |
| 7   | RDG          | 40 puncte  |

## Clasamentul individual
| Loc | Concurent            | Țară         | Punctaj   | Premiu            |
| --- | -------------------- | ------------ | --------- | ----------------- |
| 1   | Bohuslav Diviš       | Cehoslovacia | 40 puncte | Medalie de aur    |
| 2=  | Basarab Nicolescu    | România      | 37 puncte | Medalie de aur    |
| 2=  | György Csanak        | Ungaria      | 37 puncte | Medalie de aur    |
| 4=  | Cezar Gheorghe       | România      | 36 puncte | Medalie de argint |
| 4=  | Cristian Bergthaller | România      | 36 puncte | Medalie de argint |
| 4=  | Gábor Halász         | Ungaria      | 36 puncte | Medalie de argint |